# 26ª Squadriglia
La 26ª Squadriglia del Servizio Aeronautico del Regio Esercito dall'aprile 1916 vola con aerei Voisin.

## Storia

### Prima guerra mondiale
Il 15 aprile 1916, nel cambio dei nomi di tutte le squadriglie, la 7ª Squadriglia da ricognizione e combattimento di Santa Maria la Longa del capitano osservatore Ruggero Ubertalli, dotata di Voisin III con motore Isotta Fraschini V.4 150 hp, inquadrata nel I Gruppo diventa 26ª Squadriglia con 8 piloti, tra cui il sottotenente Guido Masiero e l'aspirante Flavio Torello Baracchini e 4 osservatori.
Il 1º giugno il comando passa al cap. Arduini Minellono, il 29 giugno viene attaccato da un Fokker su Cormons l'aereo di Baracchini con il Tenente osservatore Massimo Adolfo Vitale che rientra con 6 colpi ed il 15 agosto 4 aerei bombardano la stazione di Rifembergo, l'equipaggio dell'aspirante Alessandro Resch e del s.ten. Vincenzo Lioy viene attaccato al rientro su Komen da 2 Albatros vedendone uno precipitare per il distacco di una parte dell'ala ma l'altro colpisce un Voisin. Uno dei due Fokker (serie 03.44), colpito dalla mitragliatrice Fiat del Voisin di Resch, subisce il distacco dell'ala e si abbatte al suolo. L'altro Fokker serie 03.52 è visto allontanarsi verso Aidussina.
Il 20 febbraio 1917 il Comando supremo militare italiano ordina la fine del servizio della squadriglia che si scioglie il 4 marzo quando disponeva di 9 piloti e 6 osservatori.
La squadriglia durante il conflitto ha svolto 251 voli di ricognizione e 254 voli di crociera sulle linee di combattimento.
La 26ª Squadriglia bis nasce nel marzo 1917 al Centro formazione squadriglie di Ghedi su Savoia-Pomilio SP.2 al comando del cap. Raffaele Lioce che dispone di altri 8 piloti e 3 mitraglieri ed in aprile dispone di 9 S.P.2.
Nel giugno va al Campo di aviazione di Casoni di Mussolente diventando operativa dal 4 luglio nel VII Gruppo (poi 7º Gruppo Autonomo Caccia Terrestre) per la 6ª Armata (Regio Esercito) con altri 4 osservatori ed il 13 luglio un S.P.2 viene abbattuto dall'Hansa-Brandenburg D.I dell'Asso dell'aviazione Josef Kiss della Flik 24.
Alla metà di luglio arrivano i primi Savoia-Pomilio SP.3 ed il 3 agosto tre nuovi osservatori tra cui il Tenente Amerigo Manzini.
Il 25 agosto viene ferito il Ten. osservatore Giuseppe Santoro durante un volo di aggiustamento del tiro e ricognizione ed il 20 ottobre l'unità si sposta al Campo di aviazione di San Pietro in Gu.
Il 10 novembre si sposta a Nove di Bassano ed il 15 novembre bombardano di notte il bosco di Gallio (Italia).
Verso la fine dell'anno dispone di 7 piloti e 6 osservatori ed il 4 dicembre il comando passa al Cap. Giuseppe Maceratini.
Il 1º gennaio 1918 l'unità dispone di 5 S.P ed il 24 febbraio un S.P.3 viene abbattuto a Cismon del Grappa dal Phönix D.I dell'asso Frank Linke-Crawford.
Il 12 marzo torna a San Pietro in Gu con 3 S.P.3 lascandone 2 a Nove di Bassano e ricevendo i primi 2 SIA 7b.
Il 2 aprile riceve altri 2 SIA ma, visti gli inconvenienti con questi nuovi aerei, a maggio arrivano altri 2 S.P.3 ed il 30 maggio altri 2 SIA.
In giugno continua a volare con 2 S.P.3 con 12 piloti ed il 24 giugno vengono sospesi i voli su SIA.
In agosto dispone di 2 Pomilio PE e 2 S.P.3 ed il 2 settembre il comando interinale passa al Ten. osservatore Giuseppe Graffigna.
In settembre arrivano altri 2 PE ed in ottobre il comando passa al Cap. osservatore Manlio Barrichello.
Al 4 novembre dispone di 7 PE operativi e durante il conflitto la 26ª Squadriglia bis ha svolto 387 voli di guerra.
Viene sciolta alla fine di gennaio 1919.

### Regia Aeronautica
Nel maggio 1926 la Squadriglia della Regia Aeronautica disponeva degli S.V.A. ed era all'Aeroporto di Benina. 
Nel novembre 1929 disponeva di ricognitori IMAM Ro.1 all'Aeroporto di Benina e vi prestavano servizio il Maresciallo di 3ª classe Otto Huber ed il tenente osservatore Giuseppe Beati.
Nel 1930 opera con gli IMAM Ro.1 e gli S.V.A. a Barce nell'Aviazione della Cirenaica.
Al 3 agosto 1937 la 26ª Squadriglia da caccia, al comando di Alfiero Mezzetti è inquadrata nel XVI Gruppo "La Cucaracha" dell'Aviazione Legionaria sui Fiat C.R.32. 
Il Tenente Corrado Ricci (aviatore) vi conseguì la sua terza vittoria abbattendo un ricognitore Polikarpov R-Z il 18 luglio 1937. 
Nel 1938 opera sui Caproni Ca.309 all'Aeroporto di Berca nel 2º Gruppo Aviazione di Presidio Coloniale (o 2º Gruppo volo)-

### Seconda guerra mondiale
Al 10 giugno 1940 la 26ª Squadriglia Autonoma Aviazione Sahariana era all'Aeroporto di Cufra con 6 CA 309 per lo Scacchiere "Sahariano" nell'Aviazione Ausiliaria per l'Esercito e nel luglio 1942 nell'Aviazione Sahariana a Hon (Libia) (poi Base aerea di Al Jufra).